# Pomadasys furcatus
Pomadasys furcatus es una especie de peces de la familia Haemulidae en el orden de los Perciformes.

## Morfología
• Los machos pueden llegar alcanzar los 50 cm de longitud total.

## Distribución geográfica
Se encuentra desde Somalia, Mozambique y Madagascar hasta KwaZulu-Natal (Sudáfrica). También desde el Golfo de Adén hasta Sri Lanka, incluyendo el Mar Rojo, y Indonesia.